# 1617 Alschmitt
1617 Alschmitt eller 1952 FB är en asteroid i huvudbältet som upptäcktes den 20 mars 1952 av den franske astronomen Louis Boyer vid Algerobservatoriet. Den har fått sitt namn efter den franske astronomen Alfred Schmitt.
Asteroiden har en diameter på ungefär 21 kilometer.